# Julia Michaels
Julia Michaels, właśc. Julia Carin Cavazos (ur. 13 listopada 1993 w Davenport, Iowa) – amerykańska piosenkarka i autorka tekstów. Swoją karierę rozpoczęła jako autorka tekstów pop, pisząc utwory dla takich artystów jak Selena Gomez, Demi Lovato, Fifth Harmony, Shawn Mendes, Britney Spears, Justin Bieber, Hailee Steinfeld i Gwen Stefani. Michaels wydała swój debiutancki singiel z Republic Records w 2017 roku, „Issues”, który osiągnął 11. pozycję na liście Billboard Hot 100 w Stanach Zjednoczonych i uzyskał status potrójnej platynowej płyty od amerykańskiego stowarzyszenia Recording Industry Association (RIAA) i zdobył nominacje do nagrody Grammy w kategorii Song of the Year i Best New Artist. Jej debiutancki minialbum, Nervous System (2017), osiągnął 48. pozycję na liście Billboard 200 w Stanach Zjednoczonych. Otrzymała nominacje do MTV Music Video, Billboard Music i American Music Awards.

## Wczesne życie
Julia Michaels urodziła się w Davenport w stanie Iowa. Przeprowadziła się do Santa Clarita w Kalifornii, około 35 mil na północny zachód od Los Angeles, wraz z rodziną, w tym starszą siostrą Jaden, która także jest autorką tekstów. Jej ojciec ma pochodzenie meksykańsko-portorykańskie. Zmienił nazwisko z Juan Manuel Cavazos na John Michaels, aby kontynuować karierę aktorską. Michaels zaczęła śpiewać w wieku 12 lat. W wieku 14 lat poznała kompozytora Joleen Belle, z którym napisała piosenkę przewodnią dla serialu Austin & Ally oraz wielu innych piosenek dla telewizji i kina. W wieku 19 lat poznała Lindy Robbins, z którą napisała „Fire Starter” dla Demi Lovato i „Miss Movin 'On” dla zespołu Fifth Harmony.
Michaels przyznała, że jej inspiracjami są Fiona Apple, Lisa Mitchell, Laura Marling, Missy Higgins, Paramore, Juliet Simms, Sarah Blasko i The Fray. Michaels tworzyła teksty dla wytwórni Hollywood Pop Circuits od 16 roku życia. W wieku 20 lat poznała swojego partnera do pisania piosenek Justina Trantera, z którym do tej pory często współpracuje. Przypisuje się jej pisanie hitów dla wielu międzynarodowych artystów, w tym Justina Biebera, Seleny Gomez i Fifth Harmony. Wraz z norweskim muzykiem Kygo wykonała utwór „Carry Me” podczas ceremonii zamknięcia Letnich Igrzysk Olimpijskich 2016 w Rio de Janeiro w Brazylii.

## Kariera
W styczniu 2017 Michaels wydała swój pierwszy solowy singiel „Issues”. „Po raz pierwszy napisałam piosenkę, która brzmiała tak bardzo jak ja, że nie wyobrażam sobie, żeby ktoś ją śpiewał” – powiedział Michaels. Według artystki wielu znanych wokalistów walczyło o tę piosenkę, ale zachowała ją dla siebie. Dzięki tej piosence zyskała rozgłos i sławę, stała się nową gwiazdą 2017 roku. W kwietniu 2017 jej nowa piosenka „How Do We Get Back to Love” miała swoją premierę w serialu HBO Girls. Jej minialbum Nervous System został wydany 28 lipca 2017. Jej drugi singiel „Uh Huh” został wydany 2 czerwca 2017. Od 25 listopada do 6 grudnia 2017 Michaels była supportem Shawna Mendesa podczas jego trasy World Illuminate World podczas występów w Australii i Nowej Zelandii.
Podczas Grammy Awards 2018 była nominowana do dwóch nagród, najlepszego nowego artysty i piosenki roku za „Issues”. 8 lutego 2018 roku ukazało się „Heaven”, które znalazło się na ścieżce dźwiękowej do filmu „Fifty Shades Freed”. 4 maja 2018 roku ukazała się piosenka „Jump” z udziałem Trippie Redd.
Od 12 marca do 12 maja 2018 Julia była występowała otwierając europejską trasę Flickers World Tour Nialla Horana.
Od 30 maja do 15 października 2018 Michaels również supportowała w trakcie trasy Maroon 5 w Red Pill Blues Tour w Ameryce Północnej. Współpracowała z Lauvem przy singlu „There’s no way”, wydanym 27 września 2018 r.
Od 23 stycznia do 5 lutego 2019 Michaels otwierała trasę Keitha Urban podczas australijskich występów Graffiti U World Tour. 24 stycznia 2019 wydała swoją EPkę, Inner Monologue Part 1. W czerwcu 2019 zaczęła udostępniać utwory z Inner Monologue Part 2, w tym „17” i „Falling for Boys”.